# Dionís de Carcassona
Dionís de Carcassona (Lleida, ? - ?). Canonge de Lleida i President de la Generalitat de Catalunya (1533-1536).
Va ser nomenat president de la Generalitat el 22 de juliol de 1533.
Era fill de Jeroni de Carcassona i Simona de Queralt. Al trienni 1524-1527 va ser oïdor de comptes eclesiàstic. Va ser canonge de Lleida en el període que fou bisbe en Jaume Conchillos (1512-1542).
Durant el seu mandat al front de la Generalitat de Catalunya, destaquen els assetjaments dels turcs i els francesos. En el primer cas, l'amenaça estava situada al sud i els tortosins varen haver de demanar ajut als diputats. L'emperador Carles I fa construir 50 galeres, delmant els boscos catalans, i salpà cap a Tunis el 30 de maig de 1535 en una operació coneguda com la "Jornada de Tunis" que acabarà amb la derrota de Barbarossa.
El juny de 1533 començaren les Corts de Montsó que acabarien al desembre del mateix any.
D'altra banda, al Palau de la Generalitat de Catalunya, el 28 de gener de 1534 es planten els primers tarongers al jardí interior, posteriorment esdevingut pati dels Tarongers.